# Восхождение (фильм, 1976)
«Восхождение» — советский художественный фильм 1976 года режиссёра Ларисы Шепитько, военная драма по повести Василя Быкова «Сотников». Премьера состоялась 2 апреля 1977 года.
Фильм, повествующий о двух белорусских партизанах, попавших в руки полицаев, получил несколько призов на Международном кинофестивале в Западном Берлине в 1977 году, став первым советским фильмом, удостоенным высшей награды фестиваля — «Золотого медведя» (впоследствии на фестивале 1987 года премию «Золотой медведь» получила картина Глеба Панфилова «Тема», снятая в 1979 году, но из-за цензурных преград вышедшая в прокат лишь 7 лет спустя).
«Восхождение» стал последним завершённым фильмом в режиссёрской карьере Ларисы Шепитько. Через три года после выхода ленты на экраны Шепитько погибла в автокатастрофе во время съёмок картины «Прощание с Матёрой». В той же автокатастрофе погиб и оператор «Восхождения» — Владимир Чухнов.

## Сюжет
Действие фильма происходит во время Великой Отечественной войны в оккупированной немецко-фашистскими захватчиками Белоруссии, зимой 1942 года. Двое партизан, кадровый военный Рыбак и бывший учитель математики Сотников, отправляются из леса в село на поиски продовольствия для своего отряда, в котором есть женщины и дети. Рыбак с Сотниковым приходят в дом к деревенскому старосте, который вынужден работать на немцев. Сотников хочет его расстрелять за предательство, но Рыбак ограничивается тем, что отбирает у старика овцу.
На обратном пути партизаны натыкаются на фашистов и полицаев. В ходе перестрелки с полицаями Сотников ранит немца, который позже умирает, но сам получает ранение и пытается покончить с собой, чтобы не даться врагам живым. Рыбаку удаётся спасти его в последний момент. Он на себе выносит раненого Сотникова из леса и прячет в деревне, захваченной фашистами. Полицаи находят их в доме Дёмчихи, матери троих детей, и вместе с ней увозят в комендатуру. По пути Рыбак думает о побеге, но мысль о расстреле посреди глубоких сугробов останавливает его.
Полицай-следователь Портнов, бывший завклубом и руководитель детского хора, наедине допрашивает Сотникова, но тот отказывается даже назвать своё настоящее имя, несмотря на пытки раскалённым железом. Портнов даже обещает казнить Сотникова и задокументировать всё так, как будто Сотников согласился стать коллаборационистом, но партизан всё равно отказывается сотрудничать. Рыбак же с испугу рассказывает всё, что знает: от местонахождения партизанского отряда до их с Сотниковым задания. Довольный допросом Портнов обещает, что возьмёт Рыбака в полицию, если всё сказанное им окажется правдой.
Ночь узники проводят в подвале, где с ними находятся Дёмчиха, девочка Бася Мейер — еврейка, которая не сказала следователю-полицаю, кто её прятал, и староста, которого обвинили в помощи партизанам. Сотников в полузабытьи и уже смирился с мыслью о смерти, но Рыбак не теряет надежды спастись, считая, что можно согласиться на всё, что приказывают немцы, а потом убежать, вернуться обратно в лес и дальше сражаться с фашистами.
Утром узников выводит из подвала полицай Гаманюк — бывший уголовник, за которого когда-то в суде заступался муж Дёмчихи. Сотников пытается спасти сокамерников, рассказывая Портнову свою биографию, но следователь его даже слушать не хочет. Рыбак в ужасе на коленях молит о пощаде и соглашается вступить в полицию. Дёмчиха порывается рассказать фашистам, у кого пряталась Бася (девочка ночью назвала имя того человека), но староста останавливает её.
В сопровождении фашистских автоматчиков узников уводят на возвышенность, где стоит виселица на пять человек. Дёмчиха слёзно молит о пощаде, но староста Сыч просит её одуматься, и женщина успокаивается. Узники обнимаются вчетвером, но полицаи их утаскивают на виселицу. До последнего момента Сотников смотрит вокруг и замечает в толпе подростка в будённовке без красной звезды, едва сдерживающего слёзы. Сотников улыбается ему, и в этот момент Рыбак выдёргивает из-под его ног полено, на котором тот стоял.
После казни все возвращаются в деревню. Рыбак, который даже не понял, что повесил Сотникова, думает о побеге, но мысль о расстреле вновь останавливает его. Уловив ненавидящие взгляды деревенских жителей и услышав оскорбления в свой адрес, Рыбак понимает, что он стал убийцей и сбежать ему уже некуда. Рыбак в отчаянии дважды пытается повеситься в туалете, но ему это не удаётся: сначала срывается ремень, а потом петля оказывается слишком маленькой, чтобы просунуть туда голову. Гаманюк из-за двери торопит его, так как Рыбака ждёт его новое начальство. Рыбак выходит из туалета и горько воет от осознания совершенного им преступления.

## В ролях
- Борис Плотников — Борис Андреевич Сотников (озвучивает Александр Демьяненко)
- Владимир Гостюхин — Николай Рыбак
- Людмила Полякова — Авгинья Демчиха
- Сергей Яковлев — Пётр Сыч, староста
- Николай Сектименко — Стась Гаманюк, полицай
- Мария Виноградова — старостиха
- Виктория Гольдентул — Бася
- Анатолий Солоницын — Павел Гаврилович Портнов, следователь
- Игорь Безяев — партизан
- Станислав Бородокин — партизан
- Вадим Гусев — партизан
- Станислав Житарев — партизан
- Василий Кравцов — немецкий офицер
- Александр Пятков — немецкий солдат по кличке «Рыжий»
- Владимир Рудый — немецкий офицер
- Александра Харитонова — партизанка с ребёнком

## Съёмочная группа
- Режиссёр: Лариса Шепитько
- Сценарий: Лариса Шепитько, Юрий Клепиков (по повести Василя Быкова «Сотников»)
- Операторы-постановщики: Владимир Чухнов, Павел Лебешев (помощник оператора)
- Художник-постановщик: Юрий Ракша (также создал два плаката к фильму: для издательства «Рекламфильм» и экспортный для объединения «Совэкспортфильм»)
- Композитор: Альфред Шнитке
- Звукорежиссёр: Ян Потоцкий
- Дирижёр: Юрий Николаевский
- Монтаж: Валерия Белова
- Директор: Вилли Геллер
- Военный консультант: полковник Сумцов Владимир Семёнович

## Создание фильма

### Предыстория
Любая картина личная, но желание поставить «Восхождение» было потребностью почти физической. Если бы я не сняла эту картину, это было бы для меня крахом. Я не могла найти другого материала, в котором сумела бы так передать свои взгляды на жизнь, на смысл жизни.
Перед «Восхождением» режиссёр фильма Лариса Шепитько сняла картину «Ты и я». Съёмки фильма проходили в атмосфере тяжёлого стресса. Технические и организационные трудности привели к тому, что на съёмочную площадку пришлось вызывать «Скорую помощь» для оказания медицинской помощи режиссёру. Выход фильма в прокат оказался не легче: цензоры удаляли критически важные эпизоды, и Шепитько приходилось биться за каждый из них. Эта борьба не всегда была успешной. Несмотря на то, что фильм получил один из призов фестиваля в Венеции, вырезанные эпизоды были страшным ударом для Шепитько, которая считала, что изменение важного момента приводит к потере главной мысли.
После выхода фильма на экраны для Шепитько наступило тяжёлое время. По собственному признанию, режиссёр четыре месяца находилась в «чудовищном психическом и физическом истощении». Осознание того, что нужно было делать дальше, пришло к ней внезапно во время отдыха в сочинском санатории, но творческие планы перечеркнуло неудачное падение, которое привело к сотрясению мозга и серьёзной травме позвоночника. Шепитько на несколько недель оказалась прикована к кровати. Ситуация усугублялась тем, что она уже готовилась стать матерью, но именно во время беременности она многое переосмыслила. В том числе, мысль о возможной смерти не покидала её каждый день, и прочитанная в этот период повесть Василя Быкова «Сотников» помогла Шепитько выразить это состояние на киноэкране.

### Сценарий
Сценарий фильма, написанный Юрием Клепиковым, во многом следует повести. Шепитько обратилась к Клепикову по рекомендации своей однокашницы Натальи Рязанцевой, но тот уже был занят работой над другим сценарием. Клепиков, в принципе, не отказывался, но просил отложить работу над «Восхождением» на неделю. Шепитько настаивала начать работу немедленно и в течение одного телефонного разговора убедила его бросить все дела. По собственному признанию, Клепиков «не устоял против энергии тайфуна, имя которому — Лариса» и взялся за переработку литературной основы, которую он позже охарактеризовал, как «обжигающе философскую притчу, которая сталкивала высокое духовное начало человека с его понятным стремлением сохранить тело как вместилище духа». Итогом работы стал 70-страничный сценарий, который Шепитько потом сама дотошно редактировала. Шепитько практиковала «инженерный» подход: приблизительности и расплывчатости в работе не терпела и на режиссёрскую импровизацию и творческое озарение не надеялась. Каждый кадр, каждая реплика, каждая сцена были тщательно выверены и выстроены заранее. По словам Юрия Клепикова, даже «плодотворная спонтанность была обусловлена самой стихией съёмок», которую обеспечил тщательно проработанный сценарий.
Главной заботой режиссёра на стадии сценарной обработки «Сотникова» было — не утратить глубокий уровень философского содержания повести. Если литературное произведение Быкова было насыщено чувственными подробностями по типу «стужа», «голод», «опасность», то Шепитько решительно пресекала попытки удовлетвориться внешним действием и требовала «внутреннего оправдания» каждого движения, жеста и взгляда героев. Для того чтобы выразить духовные состояния, нередко приходилось отклоняться от литературной основы. Например, в финале повести Рыбак решительно собирается свести счёты с жизнью, повесившись в отхожем месте, но обнаруживает, что забыл попросить обратно ремень, который накануне забрали полицаи. Теоретически в кино можно было изобразить отсутствие ремня, но, по мнению сценаристов, тогда сцена бы ограничилась обозначением обстоятельства: информативным, но невыразительным с точки зрения художественного смысла отрицанием. Авторы «вернули» Рыбаку ремень, но лишили его возможности повеситься, подразумевая, что даже смерть отказывается от предателя. Их замысел заключался в том, чтобы оставить Рыбака один на один с осознанием своего падения. Последовавший длинный крупный план величественной природы — столь желанной для Рыбака свободы — был призван подчеркнуть предельное отчаяние «потерявшего себя человека».
Название фильма придумал муж Шепитько — Элем Климов. По давно, ещё в 1963 году, сложившейся между будущими супругами традиции, за идею он получил десять рублей. Климов придумал название для дипломной работы Шепитько — фильма «Зной». Этот шутливый подход с вознаграждением друг друга Шепитько и Климов решили практиковать в дальнейшем, но за все годы их союза десятирублевый гонорар получал лишь Климов, и то — всего два раза: за «Зной» и за «Восхождение».

### Запуск в производство
Следующим шагом стала необходимость утверждения сценария в Госкино. К тому времени Шепитько уже получила репутацию «неудобного» режиссёра, и когда, ещё в 1973 году, она только подняла вопрос о создании фильма, ответ чиновников Госкино был категорически отрицательным. Режиссёр не стала вступать в конфронтацию, но и других сюжетов тоже более не предлагала. На протяжении всей своей режиссёрской карьеры Шепитько начинала работать над фильмом, только если чувствовала, что «если не сделает, то умрёт».
За помощью в преодолении сопротивления начальства и ГлавПУРа Шепитько обратилась к Джемме Фирсовой, главному редактору группы военно-патриотических фильмов, с которой вместе училась во ВГИКе. Фирсова была потрясена сценарием гораздо больше, чем повестью, и в тот же день отправилась на приём к министру кинематографии — Филиппу Ермашу. В разговоре с заместителем Ермаша (в своих воспоминаниях Фирсова не называла его имя) Фирсова сказала, что берёт сценарий под свою ответственность, при этом соврав, что «с ГлавПУРом всё будет в порядке». Заместитель Ермаша к доводам отнёсся скептически, и последовавший процесс, от утверждения актёров до приёмки фильма, сопровождался значительными трудностями. Главным пунктом обвинения было то, что Шепитько якобы сделала из партизанской повести «религиозную притчу с мистическим оттенком», что для советского атеистического кино было крамолой. Шепитько парировала, что сама не является религиозной, а история о том, как один предаёт другого, стара как мир. По её словам, Иуда и Христос были во все времена, и раз эта легенда вошла в людей, значит, она жива в каждом человеке. Сопротивление чиновников встретила и музыка Шнитке, и намёки на библейские сюжеты, которые было приказано убрать.
С момента прочтения повести «Сотников» у Ларисы Шепитько ушло четыре года, чтобы подготовиться, добиться разрешения начальства и приступить к съёмкам картины.

## Подбор актёров

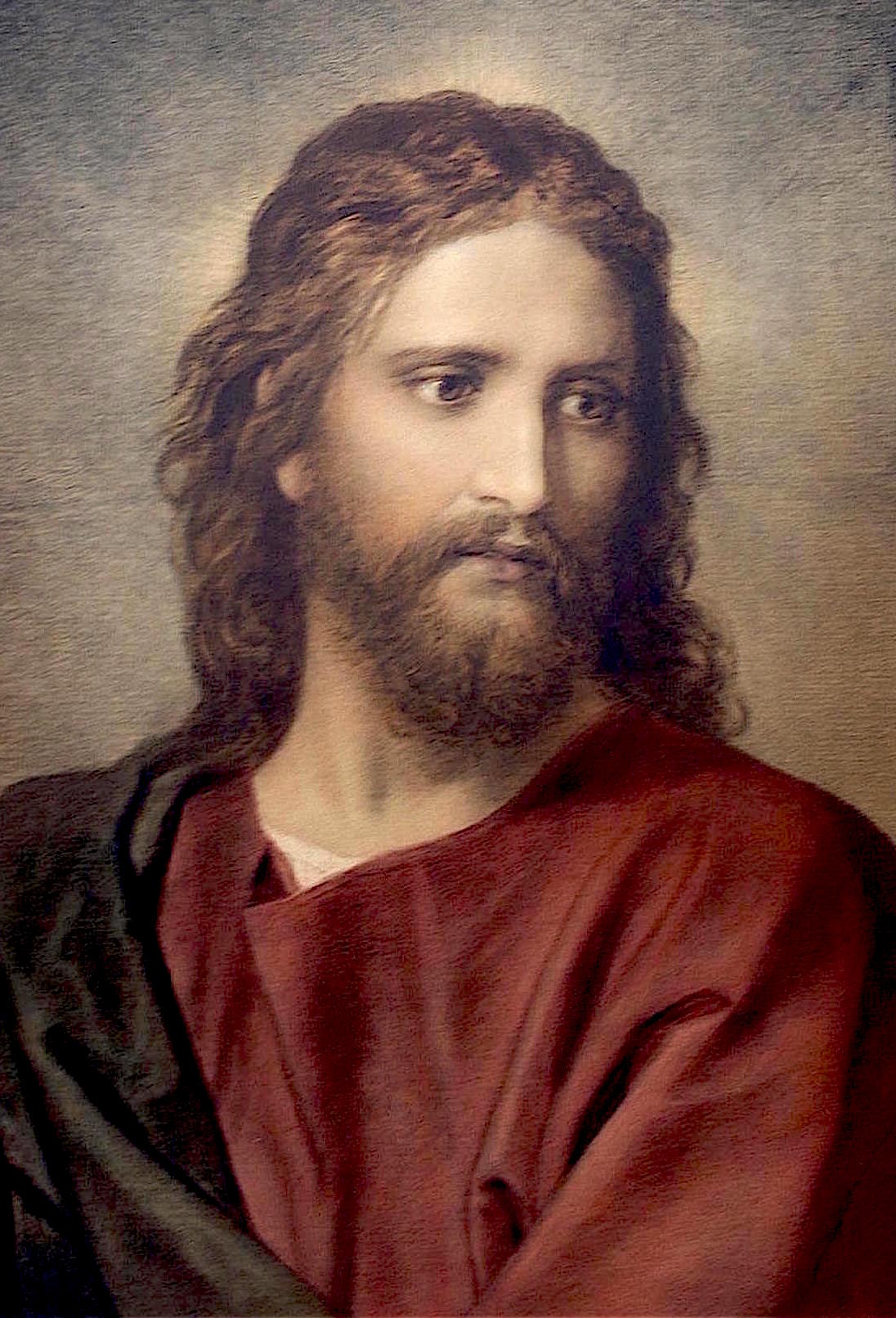
Для поиска исполнителя роли Сотникова Лариса Шепитько просила ассистентку по актёрам держать в уме образ Иисуса Христа.

Шепитько решила задействовать неизвестных или малоизвестных актёров, прошлые роли которых не оттеняли бы их образы в «Восхождении». Из-за этого ей пришлось отказать Андрею Мягкову, который очень хотел сняться в фильме. Та же участь постигла и Николая Губенко. Не прошёл отбор и Владимир Высоцкий, жаждавший сыграть Рыбака и оттого ревностно относившийся к конкурентам. В период проб к «Восхождению» Высоцкий снимался в картине «Арап Петра Великого». Съёмки проходили в павильоне «Мосфильма», соседнем с тем, где проходили пробы, и Высоцкий в перерывах часто прибегал посмотреть — что происходит в павильоне Шепитько.
С самого начала поиска актёров на роль Сотникова Лариса Шепитько поручила ассистенту по актёрам, Эмме Баскаковой, держать в уме образ Христа, хотя вслух об этом говорить было нельзя. Борис Плотников, в то время 25-летний актёр Свердловского ТЮЗа, оказался, по мнению режиссёра, лучшей кандидатурой на роль, но чиновники Госкино рассмотрели в замысле Шепитько намерение «протащить Иисусика на советский экран». Плотникова, в чьём репертуаре до этого были преимущественно роли сказочных животных, даже пришлось гримировать для пущей героизации образа, чтобы худсовет утвердил его на роль. Всего актёр прошёл семь проб, ради которых ему постоянно приходилось летать из Свердловска в Москву.
На роль Рыбака режиссёр просмотрела двадцать кандидатов. Двадцать первым соискателем роли стал тогда ещё молодой, неизвестный актёр — Владимир Гостюхин. Гостюхин, до этого шесть лет работавший в театре Советской армии мебельщиком-реквизитором, однажды подменил заболевшего актёра в спектакле «Неизвестный солдат», где его заметила второй режиссёр Василия Ордынского — Светлана Климова. Гостюхин получил приглашение на съёмки в сериале «Хождение по мукам», где сыграл анархиста и бандита Красильникова — роль, для которой требовалась яркая харизма и темперамент. Именно на съёмочной площадке его заметили ассистенты Ларисы Шепитько. Приглашённый на пробы Гостюхин поначалу не мог сопоставить «удивительной красоты женщину со сверхмужской, жёсткой и трагической историей Василя Быкова». Но уже после 20-минутного разговора с режиссёром он убедился, что реализовать на экране это тяжелейшее произведение по силам только ей. У Шепитько же кандидат, пусть и с актёрским образованием, но всё же рабочий сцены, поначалу вызвал сомнения. Если в Плотникове режиссёра сразу привлекли фактура, улыбка, взгляд и пластика, то внешность Гостюхина не совпадала с представлениями Шепитько о Рыбаке: молодой актёр явился на пробы с несвойственной для партизана «легкомысленной» чёлкой. Грубоватые манеры Гостюхина изначально оттолкнули других членов приёмной комиссии, но Шепитько объяснила такое поведение его застенчивостью и решила просмотреть кандидата, который уже на первой репетиции поразил всех своим яростным упорством в достижении образа.
Актёр на роль Портнова подбирался исходя из образа Сотникова. Лариса Шепитько просила искать кого-то, схожего по внешним данным с Плотниковым, говоря:
Они похожи, но Портнов — антипод Сотникова по внутренним убеждениям. Это должен быть очень хороший актёр. Их поединок, да, да, поединок с Сотниковым — вечный конфликт, вечное сражение духа и бездуховности... Умирающий, страдающий Сотников побеждает потому, что он силён духом. Он умирает и возносится над своим мучителем.
Анатолий Солоницын сначала не увидел ничего интересного в этой, как он сказал, «роли второго плана», которую счёл «перепевом» того, что снималось ранее. Поначалу актёр даже не понимал, что от него хотят, несмотря на то, что старательно играл «врага», «человека с надломом в душе», «человека без будущего», как и требовалось. Но даже сам он понимал, что образ получается манекенный, «лубковый». Только долгий разговор с режиссёром позволил ему оценить её видение Портнова: олицетворение отрицательной стороны в вечной исторической борьбе человека с животным в себе во имя высшей ценности, а именно — ценности духа. Режиссёр настаивала, что в Великой Отечественной войне советский народ выиграл именно благодаря высокому самосознанию, поэтому роль Портнова как «антигероя», призванного подчеркнуть превосходство силы человеческого духа над материей, была особенно важной.

## Съёмки
Съёмки, начавшиеся 6 января 1974 года, в день рождения Ларисы Шепитько (по другим источникам — съёмки начались 5 января), проходили в окрестностях города Мурома. Первыми снимались сцены на натуре — среди полей, лесов и оврагов — при том, что стояли сорокаградусные морозы. По словам Бориса Плотникова, мороз и снежная целина был обязательными условиями, которые выдвинул Василь Быков. Этот подход был одобрен Ларисой Шепитько, по выражению которой актёры должны были «почувствовать зиму всеми клетками» для более достоверного вхождения в образ. Одновременно с этим съёмочный процесс был спланирован таким образом, что исполнители главных ролей начали с самых простых в психологическом и игровом смыслах эпизодов, что позволило им постепенно погружаться в свои образы.
С самого начала Шепитько сумела заразить своей идеей всех участников рабочего процесса, которые понимали, что фильм снимается о святых вещах: о Родине, о высших ценностях, совести, долге и духовном героизме. Её способность увлекать своих коллег проявлялась и ранее: Юрий Визбор (исполнитель главной роли в фильме «Ты и я») говорил: «Мы работали для Ларисы, конкретно, персонально для неё. В ней была вера, вот в чём дело. Вера в доброту и необходимость нашей работы, и она, эта вера, была абсолютно материальной субстанцией, на которую можно было весьма реально опереться».
В суровых условиях, в которых проходили съёмки, этот фактор оказался весьма важен: на съёмочной площадке случались обморожения среди массовки и участников съёмочной группы, но никто не жаловался. Шепитько сама не требовала для себя особых привилегий и, по воспоминаниям коллег, была для всех примером мужества, воли, терпения и необыкновенной заботы. Например, Борис Плотников был очень легко одет и быстро коченел от мороза и пронзительного ветра в открытом поле, но после команды «Стоп! Снято!» режиссёр подходила к нему, чтобы растереть, согреть и поблагодарить. Также приходилось ей отогревать и Владимира Гостюхина, который впоследствии писал: «Стоило „умереть“ в сцене, чтобы ощутить такую её благодарность». Он же рассказывал, что почти никто не знал, каким усилием давались Шепитько съёмки каждого кадра. Иногда Гостюхину приходилось нести режиссёра от машины до гостиничного номера на себе: Шепитько была не совсем здорова и иногда силы отказывали ей. Задолго до «Восхождения», на съёмках фильма «Зной», Шепитько переболела гепатитом. Не обращая внимания на советы уехать в Москву, она осталась и продолжала снимать картину с носилок, на которых её приносили из инфекционного барака. Более того, Шепитько не долечилась, и последствия болезни негативно сказывались на её самочувствии в дальнейшем, в частности, на съёмках «Восхождения». Кроме того, сильнейшие боли ей причиняла недавняя травма позвоночника. Но Шепитько всё равно поднималась на два-три часа раньше съёмочной группы, чтобы прийти в себя, после чего работала на пределе сил целый день. Например, в одной из сцен партизаны долго и трудно уходят от погони карателей. На экране требовалось показать смертельную усталость разгорячённых, задыхающихся людей. Чтобы не допустить фальши в кадре, режиссёр всякий раз бежала рядом с участниками съёмок, переживая их состояние вместе с ними. Благодаря такой самоотдаче съёмки велись без перерыва и были закончены на месяц раньше запланированного срока.
Для того чтобы добиться от актёров необходимого качества исполнения роли, Шепитько порой приходилось подолгу говорить с ними, стоя на морозе. Например, несмотря на полную готовность съёмочной группы, режиссёр могла долго разговаривать с Борисом Плотниковым, чей характер она внимательно изучила во время съёмок. Успешной подаче информации способствовала привычка Шепитько предельно чётко постулировать мысли, избегая заумных терминов, которые могут скрывать отсутствие ясности. Дождавшись нужного ей проявления эмоций в глазах, мимике и жестах актёра, она внезапно для всех командовала включить камеру. Борис Плотников позже говорил, что ему хотелось повторить этот опыт в других картинах, но ничего не получалось. О работе с Шепитько Плотников отзывался как о «встрече с живым гением». Похожего мнения о режиссёре фильма придерживался и Василь Быков, называвший её «Достоевским в юбке». Быков вообще очень ценил Ларису Шепитько и как-то даже признался, что если бы встретил её раньше, то, возможно, написал бы «Сотникова» по-другому.
Владимир Гостюхин описал съёмочный процесс не как игру, а как «смерть в каждом кадре». И для него, и для Плотникова было крайне важно оправдать доверие режиссёра, которой долго и трудно пришлось отстаивать их перед руководством. Гостюхин отзывался о способностях Шепитько донести мысль до актёров как о гипнозе, под которым они с Плотниковым, новички в киноиндустрии, могли совершать «чудо перевоплощения». Во время первой репетиции Шепитько даже кинула им в лицо снег. По предположению Плотникова, это было сделано, чтобы собрать их внимание и волю, а также придать фактурности и достоверности образам. В дальнейшем это стало своеобразным ритуалом, который нередко предшествовал очередному дублю на съёмочной площадке. Гостюхин вспоминал, что настолько перевоплотился в Рыбака, что даже гримировочный синяк не сходил у него с лица три недели. После съёмок картины актёр долго пытался прийти в себя, снова пытаясь стать собой, а не своим персонажем, и даже отказался сниматься в следующем фильме Ларисы Шепитько — «Прощание», — несмотря на её настойчивые просьбы.
Художник картины Юрий Ракша позже высказался об этом состоянии следующим образом:
Мы приступили к работе, и началось наше неповторимое существование вместе с персонажами. Могу сказать, что фильм выращивал и нас. Говоря о святых вещах, о категориях высокой духовности, мы неизбежно должны были и к себе применять высокие критерии. Нельзя было на площадке быть одним человеком, а в жизни – другим.

## Выход на экран
Фильм находился на грани запрета: контролирующие органы считали, что вместо партизанской истории была снята «религиозная притча с мистическим оттенком». Шансы на то, что картина отправится «на полку», были очень велики, и Элем Климов, режиссёр и муж Ларисы Шепитько, решился на отчаянный шаг. В то время Климов как раз начал подготовку к съёмкам фильма «Убейте Гитлера» (в 1985 году он вышел на экраны под названием «Иди и смотри») и познакомился с Петром Машеровым, первым секретарём ЦК компартии Белоруссии, который всячески поддерживал режиссёра и даже выступал в роли исторического консультанта: в годы войны высокопоставленный чиновник сам был партизаном; более того, в 1942 году оккупанты повесили за сотрудничество с партизанами его мать.
Когда Климов, в обход «Мосфильма», пригласил Машерова на специальный просмотр «Восхождения» (плёнку привезли в Минск прямо из лаборатории, почти мокрую, а Лариса Шепитько сама села за микшерный пульт), тот поначалу был настроен скептически, ожидая увидеть «бабью режиссуру». Через двадцать-тридцать минут после начала просмотра Машеров уже не мог оторваться от экрана, а к середине фильма — плакал, не стесняясь присутствовавшего в зале руководства республики. По окончании фильма Машеров вопреки традициям (обычно на таких премьерах мнения заслушивались сначала от нижних чинов и потом уже от высших) вышел на сцену и говорил около сорока минут. Его слова не были никем записаны, но по свидетельству Элема Климова, эта взволнованная речь была одна из лучших, когда-либо слышанных им в адрес своей жены. Белорусский писатель и ветеран Великой Отечественной войны Алесь Адамович, присутствовавший на показе, описал Машерова как человека, вопрошающего: «Откуда эта девочка, которая, конечно же, ничего такого не пережила, знает обо всём этом, как она могла так рассказать?» Через несколько дней «Восхождение» было официально принято без единой поправки.

## Фестивали и премии
- 1977 — XII ВКФ в Риге: Главный приз и Приз Союза кинематографистов (Лариса Шепитько)
- 1977 — XXVII МКФ в Берлине: Гран-при «Золотой медведь», премия ФИПРЕССИ, премия OSIC Международного католического киноцентра (Лариса Шепитько)
- 1977 — МКФ «Фестиваль Свободы» в Сопоте: Приз «Статуя Свободы» (Лариса Шепитько)
- 1979 — Государственная премия СССР: «За фильмы последних лет» Владимиру Чухнову (посмертно), Ларисе Шепитько (посмертно)
- 1990 — XL МКФ в Берлине: участие в программе «Retrospektive»
- 2010 — LX МКФ в Берлине: участие в программе «Retrospektive»[24].

## Оценка критиками
Сьюзен Зонтаг:

 Никакая фотография и серия фотографий не может разворачиваться, забирать всё сильнее и сильнее так, как «Восхождение» советского режиссёра Ларисы Шепитько — более волнующего фильма об ужасе войны я не видела.